# Garry Witts
Garrett David Witts, detto Garry (Elizabeth, 3 luglio 1959), è un ex cestista statunitense, professionista nella NBA.

## Carriera
Venne selezionato dai Washington Bullets al quinto giro del Draft NBA 1981 (103ª scelta assoluta).